# Fußballclub Basel 1893 2014-2015
Questa voce raccoglie le informazioni riguardanti il Fußballclub Basel 1893 nelle competizioni ufficiali della stagione 2014-2015.

## Stagione
Nella stagione 2014-2015 il Basilea, allenato da Paulo Sousa, concluse il campionato di Super League al 1º posto. In Coppa Svizzera il Basilea perse la finale con il Sion. In Champions League il Basilea fu eliminato agli ottavi di finale dal Porto.

## Rosa
| N. |                           | Ruolo | Calciatore          |
| -- | ------------------------- | ----- | ------------------- |
| 1  | Rep. Ceca (bandiera)      | P     | Tomáš Vaclík        |
| 3  | Costa d'Avorio (bandiera) | D     | Adama Traoré        |
| 4  | Svizzera (bandiera)       | D     | Philipp Degen       |
| 5  | Albania (bandiera)        | D     | Arlind Ajeti        |
| 6  | Argentina (bandiera)      | D     | Walter Samuel       |
| 7  | Svizzera (bandiera)       | C     | Luca Zuffi          |
| 9  | Svizzera (bandiera)       | A     | Marco Streller      |
| 10 | Argentina (bandiera)      | C     | Matías Delgado      |
| 11 | Albania (bandiera)        | A     | Shkëlzen Gashi      |
| 14 | Giappone (bandiera)       | A     | Yōichirō Kakitani   |
| 15 | Bulgaria (bandiera)       | D     | Ivan Kamenov Ivanov |
| 16 | Svizzera (bandiera)       | D     | Fabian Schär        |
| 17 | Rep. Ceca (bandiera)      | D     | Marek Suchý         |

| N. |                     | Ruolo | Calciatore              |
| -- | ------------------- | ----- | ----------------------- |
| 18 | Svizzera (bandiera) | P     | Germano Vailati         |
| 19 | Svezia (bandiera)   | D     | Behrang Safari          |
| 20 | Svizzera (bandiera) | C     | Fabian Frei             |
| 23 | Svizzera (bandiera) | P     | Pascal Albrecht         |
| 24 | Egitto (bandiera)   | C     | Ahmed Hamoudi           |
| 25 | Paraguay (bandiera) | A     | Derlis González Galeano |
| 28 | Svizzera (bandiera) | C     | Robin Huser             |
| 29 | Svizzera (bandiera) | C     | Arxhend Cani            |
| 33 | Egitto (bandiera)   | C     | Mohamed Elneny          |
| 34 | Albania (bandiera)  | C     | Taulant Xhaka           |
| 36 | Svizzera (bandiera) | A     | Breel Embolo            |
| 38 | Svizzera (bandiera) | A     | Albian Ajeti            |
| 39 | Svizzera (bandiera) | C     | Davide Callà            |

## Maglie e sponsor
| Casa | Trasferta | 1ª portiere | 2ª portiere | 3ª portiere |

## Organigramma societario
Area tecnica
- Allenatore: Paulo Sousa
- Allenatore in seconda: Ignacio Torreño
- Preparatore dei portieri: Massimo Colomba
- Preparatori atletici:
- Responsabile settore medico: dr. Felix Marti
- Medici sociali: dr. Niklaus Friederich, dr. Markus Weber e dr. Markus Rothweiler
- Fisioterapisti: Peter Hohl, Nicolas Unternährer e Dirk Wüst
- Team manager: Gustav Nussbaumer

## Calciomercato

### Sessione estiva
| Acquisti | Acquisti                | Acquisti     | Acquisti |
| R.       | Nome                    | da           | Modalità |
| -------- | ----------------------- | ------------ | -------- |
| C        | Ahmed Hamoudi           | Smouha       |          |
| A        | Yōichirō Kakitani       | Cerezo Osaka |          |
| A        | Shkëlzen Gashi          | Grasshoppers |          |
| A        | Derlis González Galeano | Olimpia      |          |
| D        | Walter Samuel           | Inter        |          |
| P        | Tomáš Vaclík            | Sparta Praga |          |
| C        | Luca Zuffi              | Thun         |          |

| Cessioni | Cessioni         | Cessioni            | Cessioni |
| R.       | Nome             | a                   | Modalità |
| -------- | ---------------- | ------------------- | -------- |
| D        | Gastón Sauro     | Catania             |          |
| C        | Veljko Simić     | Domžale             |          |
| D        | Kay Voser        | Fulham              |          |
| C        | Endoğan Adili    | Galatasaray         |          |
| C        | Musa Araz        | Le Mont             |          |
| P        | Mirko Salvi      | Bienne              |          |
| A        | Admir Seferagic  | Sciaffusa           |          |
| P        | Yann Sommer      | Borussia M'gladbach |          |
| C        | Valentin Stocker | Hertha Berlino      |          |

### Sessione invernale
| Acquisti | Acquisti     | Acquisti          | Acquisti |
| R.       | Nome         | da                | Modalità |
| -------- | ------------ | ----------------- | -------- |
| D        | Adama Traoré | Vitória Guimarães |          |

| Cessioni | Cessioni             | Cessioni  | Cessioni |
| R.       | Nome                 | a         | Modalità |
| -------- | -------------------- | --------- | -------- |
| C        | Marcelo Alfonso Díaz | Amburgo   |          |
| C        | Serey Dié            | Stoccarda |          |
| A        | Giovanni Sio         | Bastia    |          |
| D        | Naser Aliji          | Vaduz     |          |
| D        | Michael Gonçalves    | Wil       |          |

## Risultati

### Super League

#### Prima fase, girone di andata
| Arbitro: | Hänni |

|             |           |                      |
| Schultz 85’ | Marcatori | 15’ Embolo 38’ Aliji |

| Arbitro: | Amhof |

|                                  |           |  |
| Streller 22’ Gashi 39’ Callà 90’ | Marcatori |  |

| Arbitro: | Bieri |

|                           |           |                                  |
| Kaluđerović 49’ Sadik 84’ | Marcatori | 19’ Streller 27’ Gashi 88’ Schär |

| Arbitro: | Klossner |

|                                              |           |              |
| Gashi 23’ Zuffi 39’ Kakitani 74’ Delgado 87’ | Marcatori | 55’ Chermiti |

| Arbitro: | Hänni |

|  |           |                  |
|  | Marcatori | 40’, 44’ Bunjaku |

| Arbitro: | Studer |

|                               |           |                                          |
| Herea 69’ Carlitos 75’ (rig.) | Marcatori | 19’ Gashi 58’ Streller 84’ (aut.) Vaņins |

| Arbitro: | Bieri |

|                                       |           |             |
| González 4’ Streller 20’ Kakitani 81’ | Marcatori | 32’ Nuzzolo |

| Arbitro: | Amhof |

|                                    |           |           |
| Ngamukol 12’ Dingsdag 45’ Lang 73’ | Marcatori | 39’ Zuffi |

| Arbitro: | Schärer |

|                                   |           |                 |
| Zuffi 2’ Streller 80’ Hamoudi 90’ | Marcatori | 11’ (rig.) Lang |

#### Prima fase, girone di ritorno
| Arbitro: | Klossner |

|           |           |           |
| Xhaka 51’ | Marcatori | 90’ Sadik |

| Arbitro: | Amhof |

|                           |           |           |
| Čavušević 84’ Bunjaku 90’ | Marcatori | 56’ Callà |

| Arbitro: | Hänni |

|  |           |           |
|  | Marcatori | 31’ Gashi |

| Arbitro: | Bieri |

|         |           |            |
| Sio 64’ | Marcatori | 48’ Konaté |

| Arbitro: | Amhof |

|                        |           |  |
| Gashi 23’ González 47’ | Marcatori |  |

| Arbitro: | Erlachner |

|  |           |                                    |
|  | Marcatori | 27’ Díaz 45’, 49’ Embolo 76’ Gashi |

| Arbitro: | Hänni |

|                           |           |  |
| Gashi 17’, 86’ Embolo 90’ | Marcatori |  |

| Arbitro: | Studer |

|                      |           |                |
| Chikhaoui 88’ (rig.) | Marcatori | 41’, 90’ Gashi |

| Arbitro: | Hänni |

|  |           |                             |
|  | Marcatori | 55’, 61’ Delgado 90’ Embolo |

#### Seconda fase, girone di andata
| Arbitro: | Bieri |

|                     |           |                                             |
| Dabour 49’ Lang 74’ | Marcatori | 28’ Elneny 69’ Gashi 73’ Streller 81’ Callà |

| Arbitro: | Amhof |

|           |           |                  |
| Gashi 68’ | Marcatori | 45’ (rig.) Jagne |

| Arbitro: | Klossner |

|                                      |           |                        |
| Gerndt 10’, 27’ Gajić 60’ Hoarau 90’ | Marcatori | 71’ Gashi 90’ Streller |

| Arbitro: | San |

|          |           |  |
| Frei 41’ | Marcatori |  |

| Arbitro: | Erlachner |

|                             |           |  |
| Gashi 45’, 58’ Streller 52’ | Marcatori |  |

| Arbitro: | Schärer |

|                         |           |                      |
| Sikorski 15’ Tréand 42’ | Marcatori | 9’ Delgado 35’ Callà |

| Arbitro: | Studer |

|            |           |                                             |
| Puljić 52’ | Marcatori | 32’, 49’ Gashi 47’ (rig.) Delgado 87’ Callà |

| Arbitro: | Schärer |

|                                                         |           |  |
| Delgado 6’ (rig.), 36’ Streller 16’, 32’ Gashi 22’, 63’ | Marcatori |  |

| Arbitro: | Amhof |

|                                                    |           |             |
| Gashi 24’ Embolo 45’, 47’, 77’ Djimsiti 88’ (aut.) | Marcatori | 71’ Etoundi |

#### Seconda fase, girone di ritorno
| Arbitro: | Bieri |

|  |           |            |
|  | Marcatori | 34’ Embolo |

| Arbitro: | Studer |

|             |           |                          |
| Delgado 37’ | Marcatori | 1’ Lezcano 32’ Schneuwly |

| Arbitro: | Pache |

|         |           |                                            |
| Pak 66’ | Marcatori | 30’ Streller 45’ (rig.) González 82’ Zuffi |

| Arbitro: | Klossner |

|                      |           |           |
| Elneny 55’ Callà 59’ | Marcatori | 45’ Ravet |

| Arbitro: | Bieri |

|               |           |                     |
| Kecojević 86’ | Marcatori | 42’ Callà 90’ Suchý |

| Basilea 17 maggio 2015, ore 16:00 CEST 33ª giornata | Basilea | 0 – 0 referto | Young Boys | St. Jakob-Park (34 231 spett.)\| Arbitro: \| Amhof \| |
| Arbitro:                                            | Amhof   |               |            |                                                       |

| Arbitro: | Schörgenhofer |

|                            |           |            |
| Elneny 5’ (aut.) Đurić 49’ | Marcatori | 62’ Embolo |

| Arbitro: | San |

|                |           |                               |
| Sadik 16’, 86’ | Marcatori | 73’ (rig.) Gashi 75’ Kakitani |

| Arbitro: | Studer |

|                                             |           |                                    |
| Streller 17’ Samuel 50’ Zuffi 78’ Ajeti 87’ | Marcatori | 30’ Mathys 38’ Aleksić 54’ Aratore |

### Coppa Svizzera
| 23 agosto 2014, ore 17:00 CEST Primo turno | CS Italien GE | 0 – 4 | Basilea |  |

| 21 settembre 2014, ore 14:00 CEST Secondo turno | Winterthur | 0 – 4 | Basilea |  |

| 29 ottobre 2014, ore 19:45 CET Ottavi di finale | Wohlen | 1 – 3 | Basilea |  |

| Arbitro: | Bieri |

|           |           |                                                                 |
| Plüss 81’ | Marcatori | 7’ Hamoudi 24’, 43’, 59’ Kakitani 34’ Embolo 41’ (rig.) Delgado |

| Arbitro: | Klossner |

|               |           |                                  |
| Čavušević 86’ | Marcatori | 14’, 60’ Gashi 44’ (aut.) Mutsch |

| Arbitro: | Hänni |

|  |           |                                       |
|  | Marcatori | 18’ Konaté 50’ Fernandes 60’ Carlitos |

### Champions League

#### Fase a gironi
| Arbitro: | Skomina |

|                                                                 |           |              |
| Suchý 14’ (aut.) Bale 30’ Ronaldo 31’ Rodríguez 37’ Benzema 79’ | Marcatori | 38’ González |

| Arbitro: | Eriksson |

|              |           |  |
| Streller 52’ | Marcatori |  |

| Arbitro: | Aytekin |

|           |           |  |
| Minev 90’ | Marcatori |  |

| Arbitro: | Lannoy |

|                                             |           |  |
| Embolo 34’ González 41’ Gashi 59’ Suchý 65’ | Marcatori |  |

| Arbitro: | Mažić |

|  |           |             |
|  | Marcatori | 35’ Ronaldo |

| Arbitro: | Kuipers |

|             |           |          |
| Gerrard 81’ | Marcatori | 25’ Frei |

#### Fase a eliminazione diretta
| Arbitro: | Clattenburg |

|              |           |                   |
| González 11’ | Marcatori | 79’ (rig.) Danilo |

| Arbitro: | Eriksson |

|                                                    |           |  |
| Brahimi 14’ Herrera 47’ Casemiro 56’ Aboubakar 76’ | Marcatori |  |

## Statistiche

### Statistiche di squadra
| Competizione     | Punti | In casa | In casa | In casa | In casa | In casa | In casa | In trasferta | In trasferta | In trasferta | In trasferta | In trasferta | In trasferta | Totale | Totale | Totale | Totale | Totale | Totale | DR  |
| Competizione     | Punti | G       | V       | N       | P       | Gf      | Gs      | G            | V            | N            | P            | Gf           | Gs           | G      | V      | N      | P      | Gf     | Gs     | DR  |
| ---------------- | ----- | ------- | ------- | ------- | ------- | ------- | ------- | ------------ | ------------ | ------------ | ------------ | ------------ | ------------ | ------ | ------ | ------ | ------ | ------ | ------ | --- |
| Super League     | 78    | 18      | 12      | 4       | 2       | 43      | 15      | 18           | 12           | 2            | 4            | 41           | 26           | 36     | 24     | 6      | 6      | 84     | 41     | +43 |
| Coppa Svizzera   | -     | 1       | 0       | 0       | 1       | 0       | 3       | 5            | 5            | 0            | 0            | 20           | 3            | 6      | 5      | 0      | 1      | 20     | 6      | +14 |
| Champions League | -     | 4       | 2       | 1       | 1       | 6       | 2       | 4            | 0            | 1            | 3            | 2            | 11           | 8      | 2      | 2      | 4      | 8      | 13     | -5  |
| Totale           | 78    | 23      | 14      | 5       | 4       | 49      | 20      | 27           | 17           | 3            | 7            | 63           | 40           | 50     | 31     | 8      | 11     | 112    | 60     | +52 |

### Andamento in campionato
| Giornata  | 1 | 2 | 3 | 4 | 5 | 6 | 7 | 8 | 9 | 10 | 11 | 12 | 13 | 14 | 15 | 16 | 17 | 18 | 19 | 20 | 21 | 22 | 23 | 24 | 25 | 26 | 27 | 28 | 29 | 30 | 31 | 32 | 33 | 34 | 35 | 36 |
| --------- | - | - | - | - | - | - | - | - | - | -- | -- | -- | -- | -- | -- | -- | -- | -- | -- | -- | -- | -- | -- | -- | -- | -- | -- | -- | -- | -- | -- | -- | -- | -- | -- | -- |
| Luogo     | T | C | T | C | C | T | C | T | C | C  | T  | T  | C  | C  | T  | C  | T  | T  | T  | C  | T  | C  | C  | T  | T  | C  | C  | T  | C  | T  | C  | T  | C  | T  | T  | C  |
| Risultato | V | V | V | V | P | V | V | P | V | N  | P  | V  | N  | V  | V  | V  | V  | V  | V  | N  | P  | V  | V  | N  | V  | V  | V  | V  | P  | V  | V  | V  | N  | P  | N  | V  |
| Posizione | 1 | 1 | 1 | 1 | 1 | 1 | 1 | 2 | 1 | 1  | 2  | 2  | 2  | 1  | 1  | 1  | 1  | 1  | 1  | 1  | 1  | 1  | 1  | 1  | 1  | 1  | 1  | 1  | 1  | 1  | 1  | 1  | 1  | 1  | 1  | 1  |

Legenda:

Luogo: C = Casa; T = Trasferta. Risultato: V = Vittoria; N = Pareggio; P = Sconfitta.

### Statistiche dei giocatori
| Giocatore    | Super League | Super League | Super League | Super League | Coppa Svizzera | Coppa Svizzera | Coppa Svizzera | Coppa Svizzera | Champions League | Champions League | Champions League | Champions League | Totale   | Totale | Totale      | Totale     |
| Giocatore    | Presenze     | Reti         | Ammonizioni  | Espulsioni   | Presenze       | Reti           | Ammonizioni    | Espulsioni     | Presenze         | Reti             | Ammonizioni      | Espulsioni       | Presenze | Reti   | Ammonizioni | Espulsioni |
| ------------ | ------------ | ------------ | ------------ | ------------ | -------------- | -------------- | -------------- | -------------- | ---------------- | ---------------- | ---------------- | ---------------- | -------- | ------ | ----------- | ---------- |
| A. Ajeti     | 4            | 1            | 0            | 0            | 2              | 0              | 0              | 0              | 0                | 0                | 0                | 0                | 6        | 1      | 0           | 0          |
| A. Ajeti     | 3            | 0            | 2            | 0            | 1              | 0              | 0              | 0              | 1                | 0                | 0                | 0                | 5        | 0      | 2           | 0          |
| P. Albrecht  | 0            | 0            | 0            | 0            | 0              | 0              | 0              | 0              | 0                | 0                | 0                | 0                | 0        | 0      | 0           | 0          |
| N. Aliji     | 5            | 1            | 1            | 0            | 0              | 0              | 0              | 0              | 1                | 0                | 0                | 0                | 6        | 1      | 1           | 0          |
| D. Callà     | 23           | 7            | 2            | 1            | 3              | 0              | 1              | 0              | 5                | 0                | 0                | 0                | 31       | 7      | 3           | 1          |
| A. Cani      | 0            | 0            | 0            | 0            | 0              | 0              | 0              | 0              | 0                | 0                | 0                | 0                | 0        | 0      | 0           | 0          |
| P. Degen     | 18           | 0            | 4            | 0            | 2              | 0              | 0              | 0              | 1                | 0                | 1                | 0                | 21       | 0      | 5           | 0          |
| M. Delgado   | 26           | 8            | 3            | 0            | 3              | 1              | 0              | 0              | 2                | 0                | 0                | 0                | 31       | 9      | 3           | 0          |
| S. Dié       | 7            | 0            | 0            | 0            | 0              | 0              | 0              | 0              | 2                | 0                | 0                | 1                | 9        | 0      | 0           | 1          |
| M. Díaz      | 13           | 1            | 4            | 0            | 0              | 0              | 0              | 0              | 3                | 0                | 0                | 0                | 16       | 1      | 4           | 0          |
| M. Elneny    | 28           | 2            | 2            | 0            | 3              | 0              | 0              | 0              | 8                | 0                | 2                | 0                | 39       | 2      | 4           | 0          |
| B. Embolo    | 27           | 10           | 1            | 0            | 2              | 1              | 1              | 0              | 8                | 1                | 1                | 0                | 37       | 12     | 3           | 0          |
| F. Frei      | 31           | 1            | 3            | 0            | 3              | 0              | 1              | 0              | 8                | 1                | 2                | 0                | 42       | 2      | 6           | 0          |
| S. Gashi     | 31           | 22           | 5            | 1            | 2              | 2              | 1              | 0              | 5                | 1                | 2                | 0                | 38       | 25     | 8           | 1          |
| D. González  | 26           | 3            | 8            | 0            | 1              | 0              | 0              | 0              | 8                | 3                | 3                | 0                | 35       | 6      | 11          | 0          |
| M. Gonçalves | 0            | 0            | 0            | 0            | 0              | 0              | 0              | 0              | 0                | 0                | 0                | 0                | 0        | 0      | 0           | 0          |
| A. Hamoudi   | 12           | 1            | 3            | 0            | 2              | 1              | 0              | 0              | 4                | 0                | 0                | 0                | 18       | 2      | 3           | 0          |
| R. Huser     | 2            | 0            | 1            | 0            | 0              | 0              | 0              | 0              | 0                | 0                | 0                | 0                | 2        | 0      | 1           | 0          |
| I. Ivanov    | 0            | 0            | 0            | 0            | 0              | 0              | 0              | 0              | 0                | 0                | 0                | 0                | 0        | 0      | 0           | 0          |
| Y. Kakitani  | 14           | 3            | 0            | 0            | 1              | 3              | 0              | 0              | 3                | 0                | 0                | 0                | 18       | 6      | 0           | 0          |
| B. Safari    | 24           | 0            | 3            | 0            | 1              | 0              | 0              | 0              | 7                | 0                | 1                | 0                | 32       | 0      | 4           | 0          |
| W. Samuel    | 12           | 1            | 4            | 0            | 1              | 0              | 1              | 0              | 4                | 0                | 2                | 1                | 17       | 1      | 7           | 1          |
| F. Schär     | 30           | 1            | 7            | 0            | 2              | 0              | 0              | 0              | 7                | 0                | 3                | 0                | 39       | 1      | 10          | 0          |
| G. Sio       | 7            | 1            | 1            | 0            | 0              | 0              | 0              | 0              | 1                | 0                | 0                | 0                | 8        | 1      | 1           | 0          |
| M. Streller  | 24           | 12           | 4            | 0            | 1              | 0              | 0              | 0              | 5                | 1                | 0                | 0                | 30       | 13     | 4           | 0          |
| M. Suchý     | 30           | 1            | 9            | 0            | 3              | 0              | 0              | 0              | 7                | 1                | 3                | 0                | 40       | 2      | 12          | 0          |
| A. Traoré    | 12           | 0            | 3            | 0            | 2              | 0              | 0              | 0              | 0                | 0                | 0                | 0                | 14       | 0      | 3           | 0          |
| T. Vaclík    | 32           | 0            | 2            | 1            | 0              | 0              | 0              | 0              | 8                | 0                | 0                | 0                | 40       | 0      | 2           | 1          |
| G. Vailati   | 5            | 0            | 0            | 0            | 3              | 0              | 0              | 0              | 0                | 0                | 0                | 0                | 8        | 0      | 0           | 0          |
| T. Xhaka     | 29           | 1            | 8            | 0            | 2              | 0              | 1              | 0              | 7                | 0                | 2                | 0                | 38       | 1      | 11          | 0          |
| L. Zuffi     | 29           | 5            | 1            | 0            | 2              | 0              | 0              | 0              | 7                | 0                | 0                | 0                | 38       | 5      | 1           | 0          |